# マルコ・サンディ
マルコ・アントニオ・サンディ（Marco Antonio Sandy, 1971年8月29日 - ）は、ボリビア・コチャバンバ出身の元サッカー選手、サッカー指導者。現役時代のポジションはディフェンダー。
ルイス・クリスタルドと並び、ボリビア代表おいて、93試合という最多試合出場記録を保持している。

## 経歴
1993年にボリビア代表デビュー。1994 FIFAワールドカップ・南米予選では7試合に出場、44年ぶりのワールドカップ出場権を獲得した。1994 FIFAワールドカップではグループステージ全3試合に出場した。また、コパ・アメリカには5大会に出場、1997年大会では準優勝した。2003年までに93試合に出場、6得点をあげた。

## 所属クラブ
- クラブ・ボリバル 1990-1995
- レアル・バリャドリード 1995-1996
- クラブ・ボリバル 1996-1998
- CAヒムナシア・イ・エスグリマ・デ・フフイ 1998-2000
- クラブ・ボリバル 2000-2001
- タンピコ・マデロFC（スペイン語版） 2001-2002
- クラブ・ボリバル 2002-2006

## 代表歴

### 出場大会
- ボリビア代表
  - 1994 FIFAワールドカップ

### 試合数
- 国際Aマッチ 93試合 6得点（1993年-2003年）[1]

| ボリビア代表 | 国際Aマッチ | 国際Aマッチ |
| 年           | 出場        | 得点        |
| ------------ | ----------- | ----------- |
| 1993         | 15          | 2           |
| 1994         | 15          | 0           |
| 1995         | 9           | 1           |
| 1996         | 9           | 2           |
| 1997         | 17          | 1           |
| 1998         | 0           | 0           |
| 1999         | 10          | 0           |
| 2000         | 10          | 0           |
| 2001         | 4           | 0           |
| 2002         | 3           | 0           |
| 2003         | 1           | 0           |
| 通算         | 93          | 6           |

## 指導歴
- クラブ・ボリバル 2007
- ボリビア U-20 2011-2011
- レアル・ポトシ（スペイン語版） 2014
- ボリビア U-20 2017-